# The Art of Dying
The Art of Dying — четвёртый студийный альбом филиппинно-американской трэш-метал-группы Death Angel, выпущен в 2004 году на лейбле Nuclear Blast.
Продюсером диска стал Брайан Джозеф Доббс (Voivod, Manmade God). Запись The Art of Dying проходила в студии SF Soundworks Сан-Франциско, Калифорния, США.
В первый уикенд продаж в США, было продано 2100 копий альбома.
Это был первый альбом группы с оригинальным материалом со времён Act III 1990 года. Диск достиг 50-го места в чарте Top Independent Albums журнала Billboard.
На песню «Thicker Than Blood» был снят видеоклип.

## Список композиций
1. «Intro» — 0:34
2. «Thrown to the Wolves» — 6:53
3. «5 Steps of Freedom» — 4:45
4. «Thicker Than Blood» — 3:42
5. «The Devil Incarnate» — 6:05
6. «Famine» — 4:29
7. «Prophecy» — 5:09
8. «No» — 3:23
9. «Spirit» — 6:22
10. «Land of Blood» — 3:37
11. «Never Me» — 5:15
12. «Word to the Wise» — 4:56

## Участники записи
- Марк Осегуеда — вокал
- Роб Кавестани — гитара
- Тэд Агилар — гитара
- Деннис Пепа — бас-гитара
- Энди Гэлион — ударные